# 苏佩尔加空难
苏佩尔加空难（Superga air disaster）是指1949年5月4日，載著出訪葡萄牙里斯本與進行友賽，正在回程的義大利甲組足球聯賽都靈足球俱樂部的客機，因能見度過低，不幸撞進都灵東部的蘇伯加山區，客機上31人全部遇难，包括18名球員、球队職員、记者和4名机组人员。
由於意大利國家隊不少球員來自都靈，球隊實力也因此進一步元氣大傷。1950年、1954年、1962年以及1966年四屆世界杯都在首轮出局。

## 背景
飛雅特G212CP載著都靈足球俱樂部從里斯本返回，他們在里斯本與本菲卡進行了一場友誼賽，這場比賽是為了葡萄牙隊長弗朗西斯科·費雷拉舉行。
這次事件中，都靈隊足球俱樂部現役隊員全數罹難（幾乎全部是義大利國家足球隊隊員）。俱樂部官員，包括經理、匈牙利難民埃爾諾·埃格里·埃爾布施泰因和主教練、英國人萊斯利·利夫斯利也在事故中喪生，此外還有飛機機組人員和三名著名的義大利體育記者：雷納托·卡薩伯雷（《都靈體育報》創始人）、雷納托·托薩蒂（《人民報》）、喬治·托薩蒂。屍體辨認的任務委託給了義大利國家隊前主教練維托里奧·波佐，他曾將都靈隊的大多數球員徵召到義大利國家隊。
後衛索羅·托馬（Sauro Tomà）因半月板受傷沒有參加此次比賽，替補門將雷納托·甘多爾菲（Renato Gandolfi）也沒有參加，由第三門將迪諾·巴拉林（Dino Ballarin）代替了他。電台評論員尼可洛·卡羅西奧 (Nicolò Carosio)、路易吉·朱利亞諾 (Luigi Giuliano，都靈青年隊隊長) 和前義大利國家隊主教練維托里奧·波佐因各種原因被排除在外。都靈主席費魯吉奧·諾沃也因患流感而未能參加此次旅行

## 失事過程

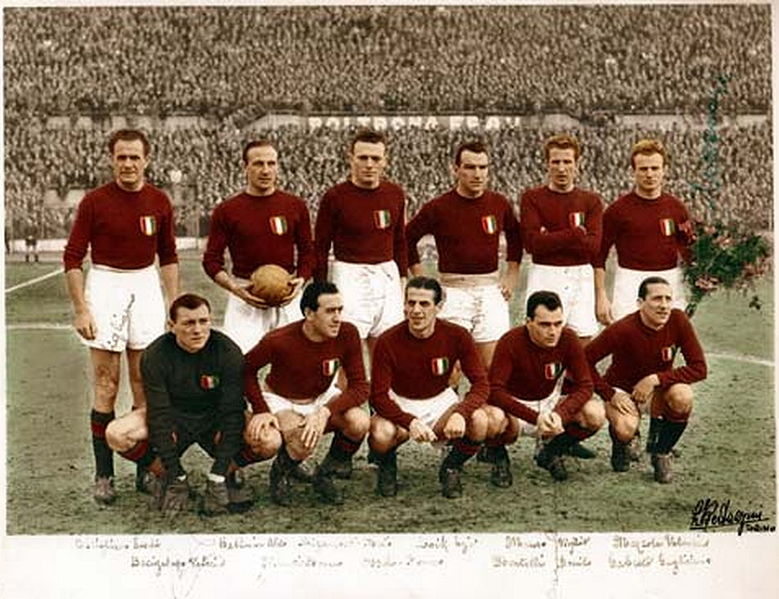
都靈足球俱樂部被稱為偉大的都靈

14時50分，I-ELCE航班起飛前往都靈都靈-艾里塔利亞機場（Turin-Aeritalia Airport）。該航班的航線是飛越克雷烏斯角、土倫、尼斯、阿爾本加和薩沃納。在薩沃納上空，飛機轉向北飛，飛往皮埃蒙特大區的首府，預計30分鐘後抵達。都靈的天氣很糟糕；16:55，都靈機場航空公司向飛行員通報了天氣情況：雲層幾乎觸及地面，陣雨，強勁的西南風陣風，水平能見度非常差（40米、130英尺）。
17時3分，飛機左轉，恢復平飛，準備降落時撞上蘇佩爾加大教堂後堤岸。飛行員可能以為蘇佩爾加山位於右側，但他看到蘇佩爾加山突然出現在他面前（速度為每小時180公里（110 英里），能見度為40公尺（130 英尺））卻無法做出反應。飛機殘骸上沒有顯示出任何試圖復飛的跡象，飛機唯一保持完好的部分是尾翼。
17時5分，都靈-艾里塔利亞機場致電 I-ELCE，但未得到回應，飛機上31人全部罹難。

## 后续影响

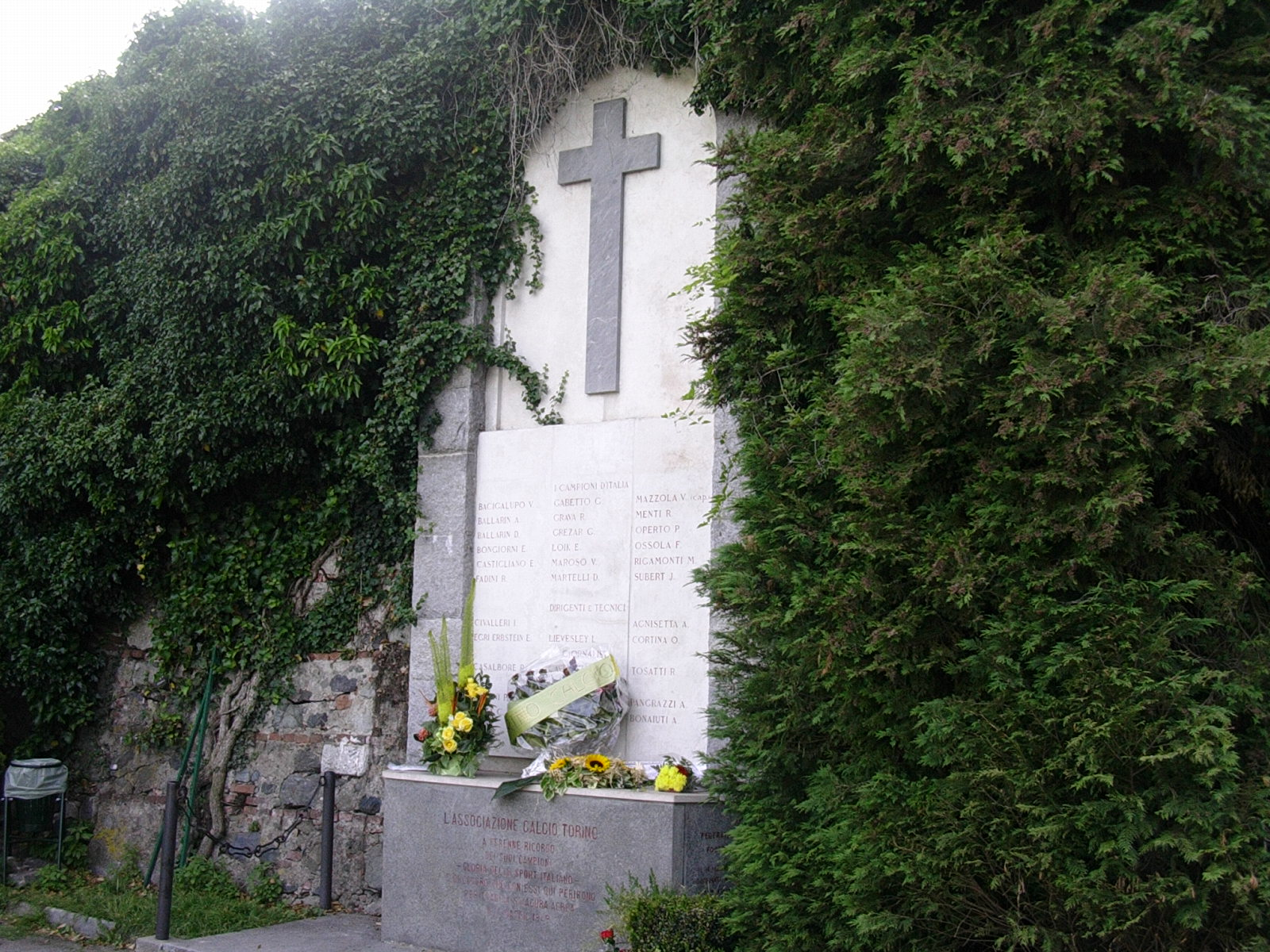
苏佩尔加大教堂的空难纪念碑

應競爭對手的要求，都靈足球俱樂部於1949年5月6日被宣佈為1948年至1949年義大利足球甲級聯賽，而對手和都靈足球俱樂部都在剩下的四場比賽中派出了各自的青年隊。葬禮當天，50萬人走上都靈街頭，向球員們作最後的告別。接下來的一個賽季，其他義大利頂級球隊被要求向都靈足球俱樂部捐贈一名球員。
這次空難使得第二年義大利國家隊選擇搭船前往巴西參加1950年國際足總世界盃。